# Warnower

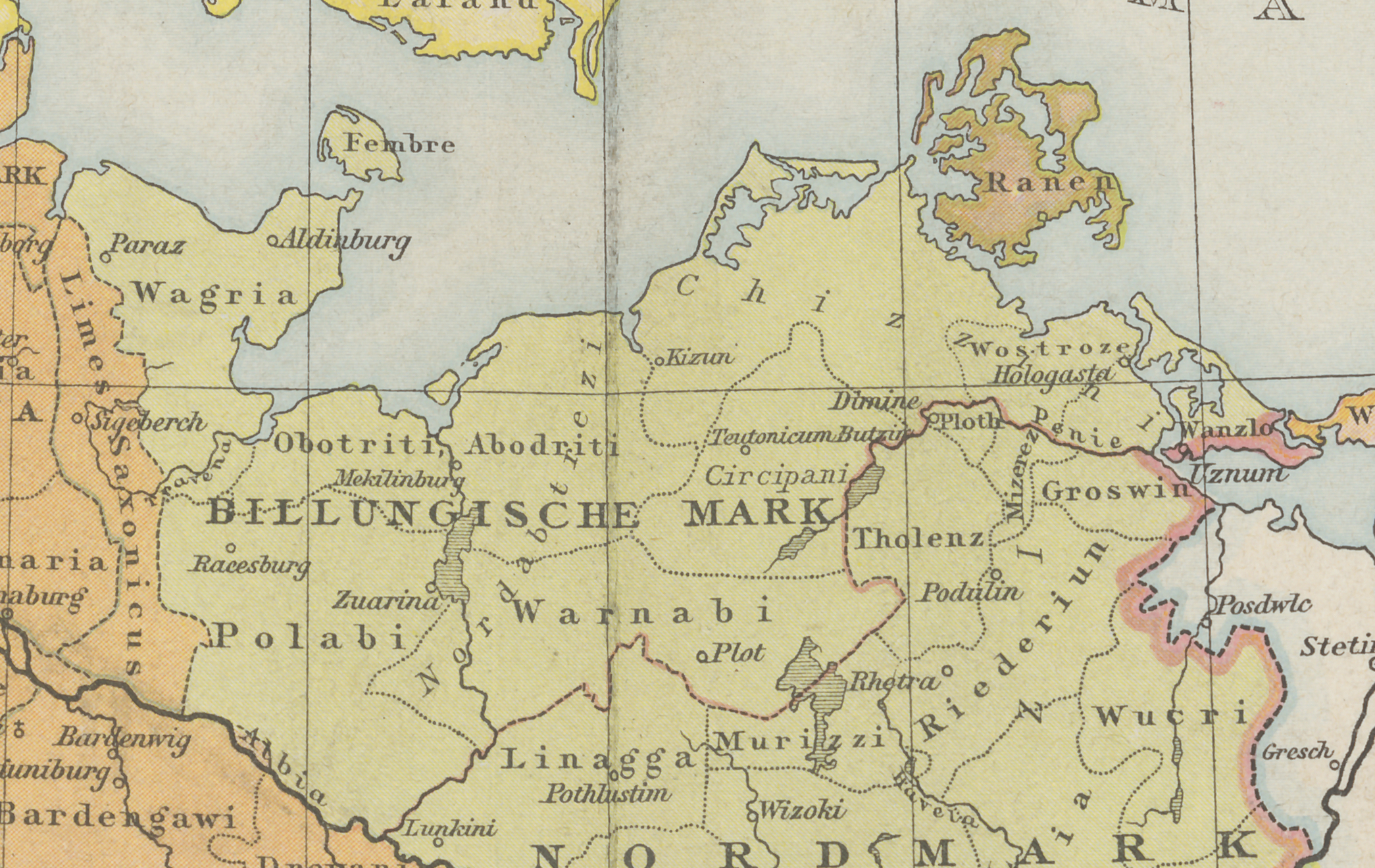
Stammesgebiet der Warnower Warnabi um das Jahr 1000

Die Warnower gehörten zum westslawischen Stammesverband der Abodriten, in dem sie aber keine führende Rolle spielten. Der Stamm siedelte im Gau Warnabi, im Bereich des Flusses  Warnow in Mecklenburg. Ein kultureller Mittelpunkt entstand den Warnowern in der 2. Hälfte des 9. Jahrhunderts durch eine Halle (bei welcher es sich wohl um einen Umgangstempel oder ein Heiligtum gehandelt haben dürfte) auf einer Insel im Groß Radener See bei der Burg Groß Raden wenige Kilometer nördlich der Kleinstadt Sternberg. Die erste Erwähnung der Warnower findet sich bei Adam von Bremen als Warnabi. Als aus schriftlichen Quellen allerdings nicht bezeugtes Stammeszentrum wird der Burgwall in der Nähe von Friedrichsruhe, Landkreis Ludwigslust-Parchim, angenommen. Eine Landschaft Warnowe wird 1171 und 1186 erwähnt.

## Weblink
- Materialsammlung Mittelalterliche Genealogie (Memento vom 30. September 2007 im Internet Archive)